# Dennig (Kronach)
Dennig ist ein Gemeindeteil der Kreisstadt Kronach im Landkreis Kronach (Oberfranken, Bayern).

## Geographie
Das Dorf Dennig bildet mit dem nordwestlich gelegenen Friesen eine geschlossene Siedlung. Ansonsten ist der Ort von Acker- und Grünland umgeben.

## Geschichte
Gegen Ende des 18. Jahrhunderts gab es in Dennig 2 Anwesen (1 Söldengut, 1 Tropfhaus). Das Hochgericht übte das bambergische Centamt Kronach aus. Grundherr der beiden Anwesen war das Kastenamt Kronach.
Mit dem Gemeindeedikt wurde Dennig dem 1808 gebildeten Steuerdistrikt Friesen und der 1818 gebildeten Ruralgemeinde Friesen zugewiesen. Am 1. Mai 1978 wurde Dennig im Zuge der Gebietsreform in Bayern in Kronach eingegliedert.

### Einwohnerentwicklung
| Jahr      | 001818 | 001861 | 001871 | 001885 | 001900 | 001925 | 001950 | 001961 | 001970 | 001987 |
| Einwohner | 31     | 34     | 33     | 28     | 24     | 19     | 40     | 68     | 86     | *      |
| Häuser    | 5      |        |        | 4      | 3      | 3      | 8      | 11     |        | *      |
| Quelle    | [ 4 ]  | [ 6 ]  | [ 7 ]  | [ 8 ]  | [ 9 ]  | [ 10 ] | [ 11 ] | [ 12 ] | [ 13 ] | [ 14 ] |

## Religion
Der Ort ist römisch-katholisch geprägt und nach St. Georg (Friesen) gepfarrt.